# ジャスティン・フィールズ
ジャスティン・スカイラー・フィールズ（Justin Skyler Fields, 1999年3月5日 - ）は、アメリカ合衆国ジョージア州ケネソー出身のプロアメリカンフットボール選手。NFLのニューヨーク・ジェッツに所属している。ポジションはクォーターバック。

## 経歴

### 幼少期から高校時代
ジョージア州ケネソーのハリソン高校に入学し、先発クォーターバックとして、パスで4,187ヤード、タッチダウン41回、ランで2,096ヤード、タッチダウン28回を記録した。高校3年生次には、エリート11クォーターバック大会に参加し、同大会のMVPに選ばれた。アメリカンフットボールの他にも、野球でも傑出した選手であった。
ESPNの評価ではトップ選手として挙げられ、Rivalsと247Sportsの評価では、同じくクォーターバックのトレバー・ローレンスに次ぐ2位にランクされていた。
彼の高校3年生次のシーズンは、Netflixのシリーズ作品「QB1」の第2シーズンで記録されている。

### 大学時代

#### ジョージア大学
2018年にジョージア大学に入学したフィールズは、先発クォーターバックのジェイク・フロムの控えを務めた。フィールズはジョージアのオースティン・ピー州立大学との開幕戦で初出場を果たし、8試投7成功、10ヤードのタッチダウンパスも記録した。 9月29日のテネシー大学戦では、キャリー5回で45ラッシングヤード、ラッシングタッチダウン2回を記録した。 シーズン終盤のマサチューセッツ大学アマースト校戦では、121パスヤード、100ラッシングヤード、2タッチダウンパスを記録した
。
2018年シーズン、フィールズは12試合に出場し、合計で328パスヤード、4パスタッチダウン、266ラッシングヤード、4ラッシングタッチダウンを記録した。その後、2018年SECチャンピオンシップゲームでアラバマ大学に敗れた後、フィールズはオハイオ州立大学への移籍の意思を表明した。

#### オハイオ州立大学
NCAAの移籍規則では、選手の過剰な移籍を防ぐために、移籍した選手は通常1年間の欠場が求められる。しかしフィールズは、オハイオ州立大学ですぐにプレーできるようにこの規則の免除を求めた。規則の免除は、選手が学位を取得し終わっているか、NCAAが定める特例に当てはまるかのどちらかでなければならない。フィールズは弁護士トーマス・マーズの助けを借り、自身はNCAAが定める特例にあたるため、ガイドラインに則って規則の免除を認められるべきだと主張した。特例措置を受けるためには、転校を余儀なくされた特別な理由が必要である。フィールズは2018年9月に、同学の野球部員に人種差別発言を受けており、この事件が転校を余儀なくされた原因であると主張した。これを受け、NCAAは2019年2月8日にフィールズに特例措置を認め、2019年シーズンをプレーすることが可能となった。

#### 個人成績
| 年度             | 試合           | 試合           | 試合           | パス           | パス           | パス           | パス           | パス             | パス           | パス           | パス           | ラン           | ラン           | ラン             | ラン           | ラン |
| 年度             | 出場           | 先発           | 勝敗           | 成功 回数      | 試投 回数      | 成功 確率      | 獲得 ヤード    | 平均 獲得 ヤード | TD             | Int            | レイテ ィング  | 試行 回数      | 獲得 ヤード    | 平均 獲得 ヤード | TD             |      |
| ジョージア大学   | ジョージア大学 | ジョージア大学 | ジョージア大学 | ジョージア大学 | ジョージア大学 | ジョージア大学 | ジョージア大学 | ジョージア大学   | ジョージア大学 | ジョージア大学 | ジョージア大学 | ジョージア大学 | ジョージア大学 | ジョージア大学   | ジョージア大学 |      |
| ---------------- | -------------- | -------------- | -------------- | -------------- | -------------- | -------------- | -------------- | ---------------- | -------------- | -------------- | -------------- | -------------- | -------------- | ---------------- | -------------- | ---- |
| 2018             | 12             | 0              | 0−0            | 27             | 39             | 69.2           | 328            | 8.4              | 4              | 0              | 173.7          | 42             | 266            | 6.3              | 4              |      |
| オハイオ州立大学 |                |                |                |                |                |                |                |                  |                |                |                |                |                |                  |                |      |
| 2019             | 14             | 14             | 13−1           | 238            | 354            | 67.2           | 3,273          | 9.2              | 41             | 3              | 181.4          | 137            | 484            | 3.5              | 10             |      |
| 2020             | 8              | 8              | 7−1            | 158            | 225            | 70.2           | 2,100          | 9.3              | 22             | 6              | 175.6          | 81             | 383            | 4.7              | 5              |      |
| 通算             | 34             | 22             | 20−2           | 423            | 618            | 68.4           | 5,701          | 9.2              | 67             | 9              | 178.8          | 260            | 1,133          | 4.4              | 19             |      |

### プロ

#### シカゴ・ベアーズ
2021年のNFLドラフトで、1巡全体11位でシカゴ・ベアーズに指名された。ベアーズはフィールズ獲得のために、ニューヨーク・ジャイアンツと指名権のトレードを行い、トレードアップを行なった。 2021年6月10日に、1,880万ドル全額保証の4年のルーキー契約を結んだ。

#### ピッツバーグ・スティーラーズ
2024年3月16日にドラフト6巡目指名権とのトレードで、ピッツバーグ・スティーラーズへ移籍した。主にラッセル・ウィルソンのバックアップとしてシーズンを過ごした。

#### ニューヨーク・ジェッツ
2025年3月14日にニューヨーク・ジェッツと契約した。3,000万ドルが保証された2年総額4,000万ドルの契約とされる。

#### 個人成績
| 年度                         | 試合             | 試合             | 試合             | パス             | パス             | パス             | パス             | パス             | パス             | パス             | パス             | ラン             | ラン             | ラン             | ラン             | ラン |
| 年度                         | 出場             | 先発             | 勝敗             | 成功 回数        | 試投 回数        | 成功 確率        | 獲得 ヤード      | 平均 獲得 ヤード | TD               | Int              | レイテ ィング    | 試行 回数        | 獲得 ヤード      | 平均 獲得 ヤード | TD               |      |
| シカゴ・ベアーズ             | シカゴ・ベアーズ | シカゴ・ベアーズ | シカゴ・ベアーズ | シカゴ・ベアーズ | シカゴ・ベアーズ | シカゴ・ベアーズ | シカゴ・ベアーズ | シカゴ・ベアーズ | シカゴ・ベアーズ | シカゴ・ベアーズ | シカゴ・ベアーズ | シカゴ・ベアーズ | シカゴ・ベアーズ | シカゴ・ベアーズ | シカゴ・ベアーズ |      |
| ---------------------------- | ---------------- | ---------------- | ---------------- | ---------------- | ---------------- | ---------------- | ---------------- | ---------------- | ---------------- | ---------------- | ---------------- | ---------------- | ---------------- | ---------------- | ---------------- | ---- |
| 2021                         | 12               | 10               | 2-8              | 159              | 270              | 58.9             | 1,870            | 6.9              | 7                | 10               | 73.2             | 72               | 420              | 5.8              | 2                |      |
| 2022                         | 15               | 15               | 3-12             | 192              | 318              | 60.4             | 2,242            | 7.1              | 17               | 11               | 85.2             | 160              | 1,143            | 7.1              | 8                |      |
| 2023                         | 13               | 13               | 5-8              | 227              | 370              | 61.4             | 2,562            | 6.9              | 16               | 9                | 86.3             | 124              | 657              | 5.3              | 4                |      |
| ピッツバーグ・スティーラーズ |                  |                  |                  |                  |                  |                  |                  |                  |                  |                  |                  |                  |                  |                  |                  |      |
| 2024                         | 10               | 6                | 4-2              | 106              | 161              | 65.8             | 1,106            | 6.9              | 5                | 1                | 93.3             | 62               | 289              | 4.7              | 5                |      |
| 通算                         | 50               | 44               | 14-30            | 684              | 1,119            | 61.1             | 7,780            | 7.0              | 45               | 31               | 83.9             | 418              | 2,509            | 6.0              | 19               |      |

- 2024年度シーズン終了時
- 太字は自身最高記録

## 人物
高校1年生のときにてんかんと診断された。2021年のNFLチームとのドラフト前面接で、彼の症状が公表された。
妹のジェイデン・フィールズは、彼の母校であるジョージア大学でソフトボールをプレーしている。